# Артеменко Юрій Анатолійович
Ю́рій Анато́лійович Арте́менко (нар. 28 лютого 1963, Запоріжжя, УРСР, СРСР) — український журналіст, політик, громадський діяч, народний депутат України IV та V скликань, голова Національної ради України з питань телебачення і радіомовлення (в 2014—2019 роках).

## Життєпис
Народився 28 лютого 1963 (м. Запоріжжя), українець. Батько Анатолій Антонович (1926) і мати Євгенія Степанівна (1928).[джерело?]

### Освіта
З вересня 1970 по червень 1980 року — учень середньої школи № 79 міста Запоріжжя. У вересні 1980 — травні 1981 року — учень СПТУ № 43 Запорізького обласного побутового управління.[джерело?]
Вища освіта: Київський державний університет ім. Т. Шевченка, факультет журналістики (заочно, 1983—1989), журналіст; Міжрегіональна академія управління персоналом (заочно, 1999—2002), «Правознавство», юрист; Київський політехнічний інститут (магістратура, 2010), «Адміністративний менеджмент».

### Кар'єра
У травні 1981 — травні 1983 року — служба в Радянській армії (Московський військовий округ).
У вересні 1983 — листопаді 1984 року — стажер, у листопаді 1984 — липні 1986 року — кореспондент, у липні 1986 — липні 1987 року — старший кореспондент, у липні 1987 — серпні 1990 року — завідувач відділу комсомольського життя та інформації Запорізької обласної газети «Комсомолець Запоріжжя».
У серпні 1990 — листопаді 1996 року — перший заступник редактора, у листопаді 1996 — грудні 1997 року — редактор газети «МИГ» (колишній «Комсомолець Запоріжжя»), у грудні 1997 — березні 2002 року — головний редактор — виконавчий директор Товариства з обмеженою відповідальністю (ТОВ) "Газета «МИГ» у місті Запоріжжі. У серпні 2000 — квітні 2002 року — за сумісництвом генеральний директор ТОВ "Видавничий дім «Кераміст».
У 1998—2000 входив до складу секретаріату Запорізької обласної організації Національного союзу журналістів України, перебував консультантом міжнародного фонду IREX (програма ProMedia); був обраний депутатом Запорізької обласної ради (1998—2002).
Перебував в партіях «Солідарність» (був членом політради), Народному союзі «Наша Україна» (член ради; у березні 2005 р. — липні 2007 р. — голова Запорізької обласної організації), нині — безпартійний.
У 2001—2005 був засновником, членом правління та віце-президентом Української асоціації видавників періодичної преси. З березня 2002 по 2005 рік — шеф-редактор газети «МИГ». Входив до складу Громадської ради при Держкомтелерадіо України (у 2009—2010 був її головою).

## Державна діяльність
Народний депутат України IV скликання з квітня 2002 р. до липня 2005 р., виборчий округ № 77, Запорізька область, самовисуванець. «За» 15.99 %, 14 суперників. На час виборів: головний редактор — виконавчий директор ТОВ "Газета «МИГ», безпартійний. Член фракції «Наша Україна» (травень 2002 р. — лютий 2004 р.), позафракційний (лютий — вересень 2004 р.), член фракції «Наша Україна» (з вересня 2004 р.). Заступник голови Комітету з питань свободи слова та інформації (з червня 2002 р.). Склав депутатські повноваження 8 вересня 2005 р.
4 лютого — 8 листопада 2005 року — голова Запорізької облдержадміністрації.
Народний депутат України V скликання з квітня 2006 р. до листопада 2007 р. від Блоку «Наша Україна», № 55 в списку. На час виборів: тимчасово не працював, член НСНУ. Член фракції Блоку «Наша Україна» (з квітня 2006 р.). Заступник голови Комітету з питань екологічної політики, природокористування та ліквідації наслідків Чорнобильської катастрофи (з липня 2006 р.).
З 2008 року — голова Наглядової ради Всеукраїнської радіомережі «Ретро» та «Радіо Алла». З 2009 року — голова Наглядової ради Міжнародного благодійного фонду «Допомога».
У листопаді 2009 — липні 2010 року — голова Громадської ради при Державному комітеті телебачення і радіомовлення України.
В жовтні 2011 року здав іспити і отримав свідоцтво про право на заняття адвокатською діяльністю (рішення МКДКА №4715 від 25.102011 р)
З 7 липня 2010 по 16 червня 2011 року — заступник Міністра культури та туризму України, курував питання туризму та футбольного чемпіонату Євро-2012.
Станом на 2013 — голова ради товариства "Телерадіокомпанія «НБМ-Радіо», м. Київ
З 2013 року — позаштатний радник Міністра закордонних справ України.
7 липня 2014 призначений Президентом України головою Національної ради України з питань телебачення і радіомовлення.
За 2015 рік Національна рада України з питань телебачення і радіомовлення на чолі з Юрієм Артеменко вилучила з вітчизняного ефіру понад 10 російських телеканалів, а також іноземні фільми і програми, в яких беруть участь особи, що закликали до розв'язування війни, агресивних дій або їх пропаганди. Упродовж 2015—2016 років проводилася робота з розширення теле- та радіомовлення на території АТО та тимчасово окупованого Криму. Окрім цього, Нацрада під керівництвом Юрія Артеменка ретельно контролює виконання квот на українські пісні та мову вітчизняними радіостанціями.Загалом протягом 2015 -2019 року НацРадою під керівництвом Ю.Артеменка було вилучено з українського ефіру понад 70 російських телеканалів
4 травня 2019 року оголосив про відставку з посади члена Нацради. Того ж дня був звільнений Президентом України.
З червня 2019 року — віце-президент міжнародної кінокомпанії Star Media.У лютому 2022 року, після початку повномасштабного вторгнення Росії, звільнився з цієї посади
З 2020 — Голова Наглядової ради Київського національного університету театру, кіно і телебачення імені І. К. Карпенка-Карого.
В січні 2021 був включений до складу Наглядової ради Українського культурного фонду.Повноваження закінчилися в 2024 році
Відповідальний секретар Наглядової Ради Національного медичного університету імені О.Богомольця  
З 2021 по 2024 рік виконував обовязки   голови Наглядової Ради Українського культурного Фонду
Співзасновник  Міжнародної франко-української  кінокомпанії "Apple Tree Vision".
Співзасновник компанії «Український продюсерський  хаб». Є продюсером понад 12 повнометражних кінофільмів та телевізійних серіалів ,серед яких зокрема фільм «Останній найманець» для платформи Netflix за участю Жан Клод Ван Дамма, фільм «ШТТЛ» - переможець багатьох міжнародних кінофестивалів, стрічка «Я,Побєда і Берлін» про співака Андрія Кузьменка (Скрябіна), яка стала одним з найбільш касових фільмів в історії сучасної України. 

## Нагороди та визнання
- Найкращий журналіст року в Запорізькому регіоні (1988)
- Премія «Людина року» в Запорізькому регіоні (1999)
- «Телетріумф» (спеціальна нагорода Національної ради з питань телебачення і радіомовлення України) — за особистий внесок у розвиток телебачення України (2005)[22]
- «Знак Пошани» (відзнака Міністерства оборони України)[23]
- Відзнака Президента України Віктора Ющенка «Гвардієць Революції» I ступеня[24]
- Державний службовець III рангу - з 2005 року[25]
- Нагороджений нагрудним знаком  Міністерства культури і туризму України. «Почесний працівник туризму України»(постанова Колегії МКТ № 5/24 від 18.05.2011 р)
- Нагороджений Орденом Ізабели Католички  ( указ Короля Іспанії від 23.07.2013)
- Заслужений журналіст України (2013)[11]
- Державний службовець 1-го рангу - з 2007 року (Розпорядження Голови Верховної Ради України № 1326  від 23.11.2007 р)
- Журнал «Фокус» відніс Артеменко під № 85 до рейтингу «100 найвпливовіших українців 2014 року».
- Орден князя Ярослава Мудрого V ст. (15 листопада 2016)[26]
- Голова Наглядової ради Київського національного університету театру, кіно і телебачення імені І. К. Карпенка-Карого (2020)
- Відповідальний секретар Наглядової Ради Національного медичного університету імені О.Богомольця  [17]
- Член Наглядової ради Українського культурного фонду (2021-2024)
- Член Української кіноакадемії (2021)

## Сім'я
Дружина Олена Миколаївна (1963);  син Денис (1992), дочка Наталія (1981)від першого шлюбу дружини; онучка Поліна.та онук Даніель